# Copa Intercontinental FIBA 2022
La Copa Intercontinental de 2022 fue la XXXI edición del máximo torneo internacional a nivel de clubes de baloncesto, XXVI bajo la denominación de Copa Intercontinental y IX desde su reanudación en 2013. Se llevó a cabo en la ciudad egipcia de Seis de Octubre entre los días 11 y 13 de febrero de 2022, siendo la primera vez que el torneo se disputó en África.

## Sede
| Seis de Octubre                              |
| -------------------------------------------- |
| Hassan Moustafa Sports Hall                  |
| 29°57′14″N 30°55′01″E / 29.953885, 30.916967 |
| Capacidad: 5200 espectadores                 |
|                                              |

## Participantes
En cursiva, los equipos debutantes en la competición.
| Confederación | Equipo                  | Vía de clasificación                                               | Fecha de clasificación | Participaciones (negrita si fue campeón) |
| ------------- | ----------------------- | ------------------------------------------------------------------ | ---------------------- | ---------------------------------------- |
| FIBA Europa   | Hereda San Pablo Burgos | Campeón de la Liga de Campeones de Baloncesto 2020-21              | 9 de mayo de 2021      | 1 (2021)                                 |
| FIBA Américas | Flamengo                | Campeón de la Liga de Campeones de Baloncesto de las Américas 2021 | 13 de abril de 2021    | 2 (2014, 2019)                           |
| FIBA África   | Zamalek                 | Campeón de la BAL 2021                                             | 30 de mayo de 2021     | Debutantes                               |
| NBA G League  | Lakeland Magic          | Campeón de la NBA G League 2020-21                                 | 11 de mayo de 2021     | Debutantes                               |

## Resultados

### Cuadro
|  | Semifinales             | Semifinales             |               |    | Final | Final |
|  |                         |                         |               |    |       |       |
|  | 11 de febrero           |                         |               |    |       |       |
|  |                         |                         |               |    |       |       |
|  | Flamengo                | 94                      |               |    |       |       |
|  | Flamengo                | 94                      | 13 de febrero |    |       |       |
|  | Lakeland Magic          | 71                      |               |    |       |       |
|  | Lakeland Magic          | 71                      | Flamengo      | 75 |       |       |
|  | 11 de febrero           |                         | Flamengo      | 75 |       |       |
|  |                         | Hereda San Pablo Burgos | 62            |    |       |       |
|  | Zamalek                 | Hereda San Pablo Burgos | 62            | 61 |       |       |
|  | Zamalek                 |                         |               | 61 |       |       |
|  | Hereda San Pablo Burgos | 78                      |               |    |       |       |
|  | Hereda San Pablo Burgos | 78                      | Tercer lugar  |    |       |       |
|  |                         |                         |               |    |       |       |
|  | 13 de febrero           |                         |               |    |       |       |
|  |                         |                         |               |    |       |       |
|  | Lakeland Magic          | 113                     |               |    |       |       |
|  | Lakeland Magic          | 113                     |               |    |       |       |
|  | Zamalek                 | 78                      |               |    |       |       |

### Semifinales
| 11 de febrero de 2022 | Flamengo                                 | 94–71                                 | Lakeland Magic                                      | |  |
| 17:00 (EET)           | Parciales: 27−19, 24−16, 19−19, 24−17    | Parciales: 27−19, 24−16, 19−19, 24−17 | Parciales: 27−19, 24−16, 19−19, 24−17               | |  |
|                       | Estadísticas Santos 18 Batista 7 Balbi 9 | Reporte Pts Reb Asts                  | Estadísticas Gravett, Dowtin 16 Gravett 6 Gravett 8 | Pabellón: Hassan Moustafa Sports Hall, Seis de Octubre Árbitros: Yohan Rosso Daniel Alberto García Nieves Manuel Mazzoni |  |

| 11 de febrero de 2022 | Zamalek                                        | 61–78                                 | Hereda San Pablo Burgos                 | |  |
| 20:00 (EET)           | Parciales: 16−23, 18−21, 13−19, 14−15          | Parciales: 16−23, 18−21, 13−19, 14−15 | Parciales: 16−23, 18−21, 13−19, 14−15   | |  |
|                       | Estadísticas McKinney 13 Mahmoud 11 McKinney 4 | Reporte Pts Reb Asts                  | Estadísticas Eddie 17 Eddie 8 Renfroe 6 | Pabellón: Hassan Moustafa Sports Hall, Seis de Octubre Árbitros: Roberto Vázquez Rabah Noujaim Wojciech Liszka |  |

### Tercer lugar
| 13 de febrero de 2022 | Zamalek                               | 78–113                                | Lakeland Magic                        |                                                        |  |
| 16:30 (UTC)           | Parciales: 21-30, 22−33, 14−20, 21−30 | Parciales: 21-30, 22−33, 14−20, 21−30 | Parciales: 21-30, 22−33, 14−20, 21−30 |                                                        |  |
|                       |                                       | Reporte                               |                                       | Pabellón: Hassan Moustafa Sports Hall, Seis de Octubre |  |

### Final
| 13 de febrero de 2022 | Hereda San Pablo Burgos                 | 62–75                                 | Flamengo                                   |                                                        |  |
| 19:00 (UTC)           | Parciales: 11−25, 17−20, 20−20, 13−10   | Parciales: 11−25, 17−20, 20−20, 13−10 | Parciales: 11−25, 17−20, 20−20, 13−10      |                                                        |  |
|                       | Estadísticas Benite 14 Eddie 6 Gamble 3 | Reporte Pts Reb Asts                  | Estadísticas Olivinha 17 Tucker 6 Santos 5 | Pabellón: Hassan Moustafa Sports Hall, Seis de Octubre |  |

| Campeones de la Copa Intercontinental FIBA 2022 |
| ----------------------------------------------- |
| Flamengo 2.º título                             |